# مطار خليج جينغتشو
مطار خليج جينغتشو (بالصينية: 锦州湾机场) يقع في مدينة جينتشو مقاطعة لياونينغ الواقعة في شمال جمهورية الصين الشعبية، هو مطار فرعي محلي بتصنيف 4C وهو أول مطار يتم نقله في شمال شرق الصين وأول مطار في الصين يأخذ في الاعتبار التخطيط الموحد لبناء المطارات وتخطيط المجمع الصناعي للطيران. في عام 2008 ، بدأت مدينة جينغتشو في نقل وبناء المطار؛ افتتح مطار خليج جينغتشو في 10 ديسمبر 2015 ونقلت جميع أعمال الطيران المدني من مطار جينغتشو القديم إلى هذا الجديد.

## التجهيزات والمرافق
يحتوي المطار على مدرج بطول 2500 متر (فئة 4C) ومبنى صالة مساحته 7200 متر مربع. ومن المتوقع أن يتعامل مع 550 ألف راكب و3750 طنا من البضائع سنويا.

## شركات الطيران والوجهات
| شركـات طيـران         | الوجهات                                                                                                |
| --------------------- | --- |
| خطوط شرق الصين الجوية | مطار شانغهاي بودنغ الدولي، مطار شينزين باوان الدولي، مطار تاييوان وسو الدولي، مطار ووهان تيانهي الدولي |
| طيران جي إكس          | مطار غينغادو جياودونغ الدولي                                                                           |
| خطوط هاينان الجوية    | مطار هانغتشو شياوشان الدولي                                                                            |
| خطوط لاكي الجوية      | مطار هاربين الدولي، مطار كونمينغ جانغشوي الدولي                                                        |
| خطوط شانغهاي الجوية   | مطار شانغهاي بودنغ الدولي                                                                              |
| خطوط زيامن الجوية     | مطار تشانغتشو بيننو، مطار فوتشو تشانغله الدولي                                                         |

## وصلات خارجية
- الموقع الرسمي للمطار نسخة محفوظة 24 سبتمبر 2020 على موقع واي باك مشين.